# Hans Maurer (Politiker, 1913)
Hans Maurer (* 21. Mai 1913 in Eisweiler; † 13. Oktober 1974 in Saarbrücken) war ein deutscher Arzt und Politiker (CDU).

## Leben und Beruf
Nach dem Abitur 1932 am Humanistischen Gymnasium in St. Wendel begann Maurer ein Studium der Medizin an der Philipps-Universität Marburg, das er 1937 mit dem Staatsexamen sowie mit der Promotion zum Dr. med. beendete. Während seiner Studienzeit trat er zum 1. August 1933 der NSDAP bei (Mitgliedsnummer 2.681.901). Von 1940 bis 1945 nahm er als Soldat am Zweiten Weltkrieg teil. Während des Krieges diente er als Arzt in einer Sanitäts-Kompanie in Russland. Ende 1945 ließ er sich als Arzt für Allgemeinmedizin in St. Wendel nieder; als solcher leistete er 1954 dem späteren Landtagspräsidenten Hans Ley Geburtshilfe.
Hans Maurer war verheiratet und hatte drei Kinder.

## Politik
Maurer trat in die CDU ein und wurde 1956 zum Vorsitzenden des CDU-Kreisverbandes St. Wendel gewählt. Er war von 1956 bis 1960 Erster Beigeordneter der Stadt St. Wendel und dort bis 1966 Ratsmitglied. Später war er Mitglied des Landesvorstandes der CDU Saar sowie Mitglied des Bundesausschusses der Christdemokraten. Dem Saarländischen Landtag gehörte er von 1960 bis zu seinem Tode an. Von 1966 bis zu seinem Tode amtierte er als Präsident des Saarländischen Landtages.

## Ehrungen
- 1972: Großes Verdienstkreuz der Bundesrepublik Deutschland